# 蘇聯特別用途民兵單位襲擊立陶宛邊境檢察站事件
數起蘇聯特別用途民兵單位襲擊立陶宛邊境檢察站事件 發生於1990年3月11日立陶宛宣佈脫離蘇聯獨立的隔年。在此之前，立陶宛作爲立陶宛蘇維埃社會主義共和國並沒有自己的國境、海關以及邊境檢查站。新成立的立陶宛共和國在歐洲經濟共同體於1991年8月27日承認其獨立前開始創建立陶宛邊境衛隊。邊境檢查站也因此成爲了立陶宛艱辛立國的象徵。然而在蘇聯政府的角度則認爲這些邊境檢查站是違法的，並派遣特別用途民兵單位前往破壞檢查站，特別是靠近白俄羅斯邊境的檢察站。因此手無寸鐵的立陶宛海關官員及警察被毒打或殺害，他們的車子不是被盜就是被炸毀，檢查站被燒至倒塌，使這個邊境檢查站不能夠發揮作用。兩起的襲擊事件導致8名平民死亡，總共60名軍官受傷以及23個邊境檢查站被燒毀或破壞。

## 早期攻擊
首宗襲擊事件發生於1990年12月17日在埃希什凱斯地區，當值隊長Petras Pumputis被毆打至失去知覺，隨後被送去醫院並確診為顱內出血。第一次有組織的攻擊是在一月事件造成14名平民死亡的守衛電視塔行動之後。蘇聯部隊於1月27日襲擊並燒毀在梅迪尼恩凱和拉沃里克斯的邊境檢查站。3月1日，特別用途民兵單位向前往維爾紐斯的邊境衛隊的巴士開火，導致3名官兵受傷。
在1991年的5月中旬期間，幾乎每天都有幾宗襲擊事件匯報。5月18日約下午一點，白俄羅斯蘇維埃社會主義共和國沃拉瑙斯基區的警察督察阿歷山大·菲雅兹 (Александр Фиясь)使用TT手槍向沙爾奇寧凱的立陶宛檢查站開火，之後被立陶宛的軍官使用獵槍擊斃。因害怕被報復，立陶宛的官兵們被命令要撤離該檢查站。在Krakūnai駐守的軍官Gintaras Žagunis在19日被卡拉什尼科夫自動步槍射殺並葬於安塔卡尼斯墓園。白俄羅斯警方逮捕了阿歷山大·菲雅兹的哥哥，因其涉嫌19日的邊境槍擊案。同日晚上再有兩個檢查站被燒毀。5月23日，從里加來的特別用途民兵單位部隊襲擊位於 Vegeriai、 Mažeikiai、 Germaniškis 、Saločiai 和 Smėlynė 的拉脫維亞—立陶宛邊界上的邊境檢查站。在Smėlynė的攻擊被亞歷山大·涅夫佐羅夫拍攝下來並在列寧格勒電視台播出。
在這幾起攻擊事件後，立陶宛總理格季米納斯·瓦格諾留斯向時任苏联内务部部長鮑里斯·普戈作出正式投訴。莫斯科方面則否認襲擊事件與其有關並宣稱特別用途民兵單位的行動未有得到當局的批准。米哈伊爾·謝爾蓋耶維奇·戈巴契夫表示對襲擊事件並不知情，及後要求普戈調查。然而，在5月24和25日間再有5個檢查站被突擊。立陶宛懇求西方國家對蘇聯政府提供控訴。莫斯科則繼續拒絕負責，但承認特別用途民兵單位的有關行動是違法的。雖然莫斯科承諾會干預，攻擊事件還是持續到6月中旬。莫斯科政府開始在6月28日採取行動去懲罰特別用途民兵單位—其領導們被召見去解釋並被解僱。

## 梅迪尼恩凱襲擊事件

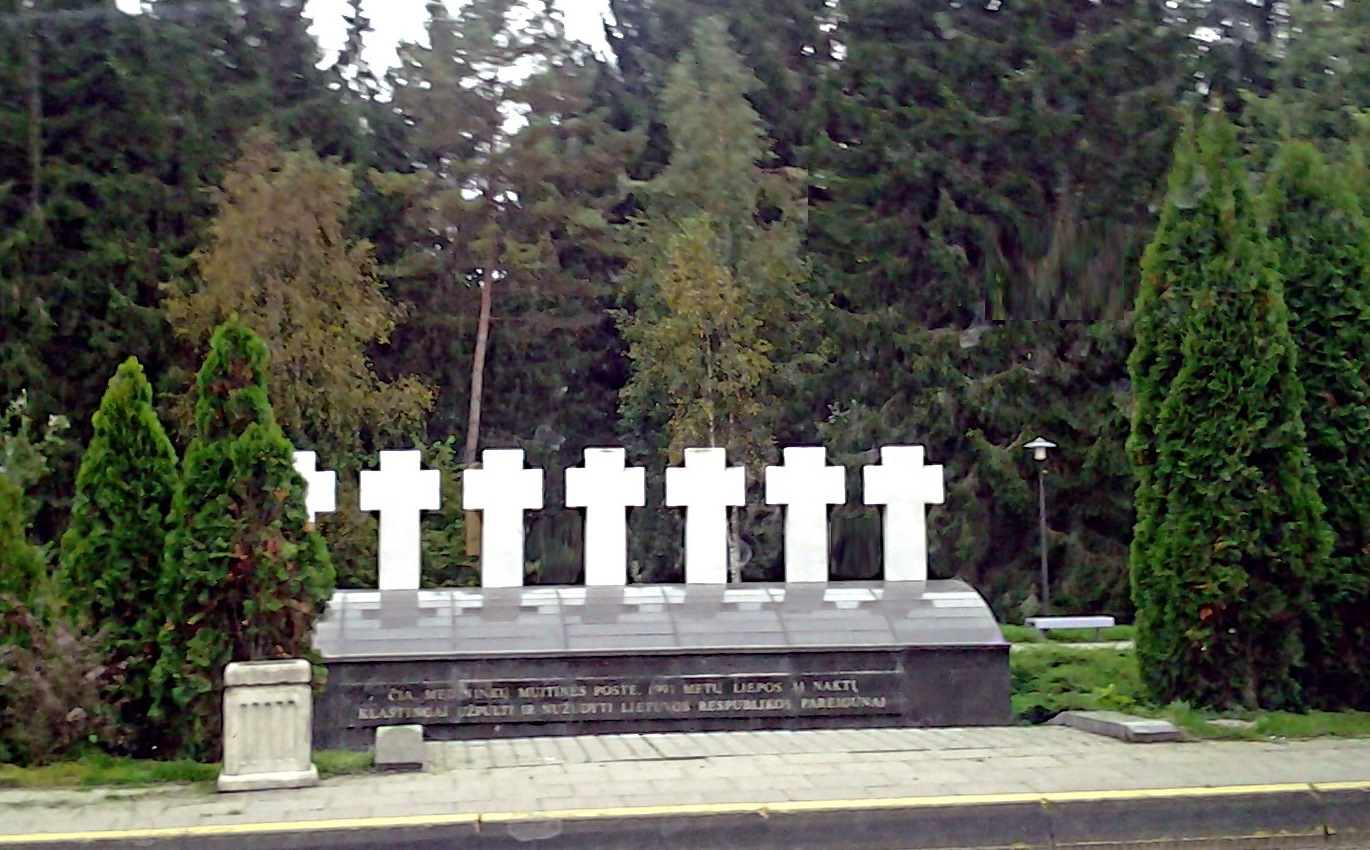
紀念1991年7月31日七名在梅迪尼恩凱被殺的立陶宛海關關員的紀念碑

在1991年7月31日從里加來的特別用途民兵單位部隊襲擊了位於維爾紐斯—明斯克高速公路
的梅迪尼恩凱海關檢察站是最爲嚴重的襲擊事件。因爲其中一名被害者的手錶指針停在4點鐘的位置，所以襲擊事件大概斷定為凌晨4點。7名軍官被射殺，包括：Mindaugas Balavakas , Algimantas Juozakas (立陶宛警察反恐行動組特別分部警官)，Juozas Janonis , Algirdas Kazlauskas (高速公路警官)Antanas Musteikis, Stanislovas Orlavičius 和 Ričardas Rabavičius (海關關員)。Rabavičius被送往醫院後延至8月2日不治。在事件中唯一的生還者海關關員Tomas Šernas由於襲擊事件造成的多處腦部損傷而變為殘障人士。立陶宛警察反恐行動組的探員因爲要保護檢察站的關係原本是配有武器的。但是沒有在現場找到任何武器，現場也沒有任何還擊的跡象。那些遇害的立陶宛軍官生前被行刑式地處決—他們被迫躺在地上而且頭部被射擊。7名遇害的立陶宛軍官被葬在安塔卡尼斯墓園並在1991年9月6日和1992年1月9日分別追授維提斯十字勳章和1月13勛章。
此次襲擊事件發生在美國總統喬治·赫伯特·華克·布希的兩天訪俄行程中。布希在其中一個記者會中特別指出了這個事件，但是這起事件在立陶宛爭取國際認可的鬥爭中被淡化，使戈爾巴喬夫免於承擔責任。有估計指，這些襲擊行動是爲了令戈爾巴喬夫的地位處於尷尬的地步，因爲這證明了他無力控制局勢。這起事件也成爲了立陶宛與時任俄羅斯總統葉爾欽簽署條約的契機，這個條約為立陶宛和俄羅斯建立起正式的外交關係以及經濟和文化的合作，被認定是立陶宛獨立過程中的重要的一環。關於這個襲擊事件起因還有另外一個版本，就是海關發現了有規模走私的行動。